# Henri Dès
Henri Dès (nacido el 14 de diciembre de 1940 en Renens, cantón de Vaud, Suiza como Henri Destraz) es un cantante y compositor suizo en lengua francesa de música infantil, con mucha popularidad en los países francófonos.

## Biografía

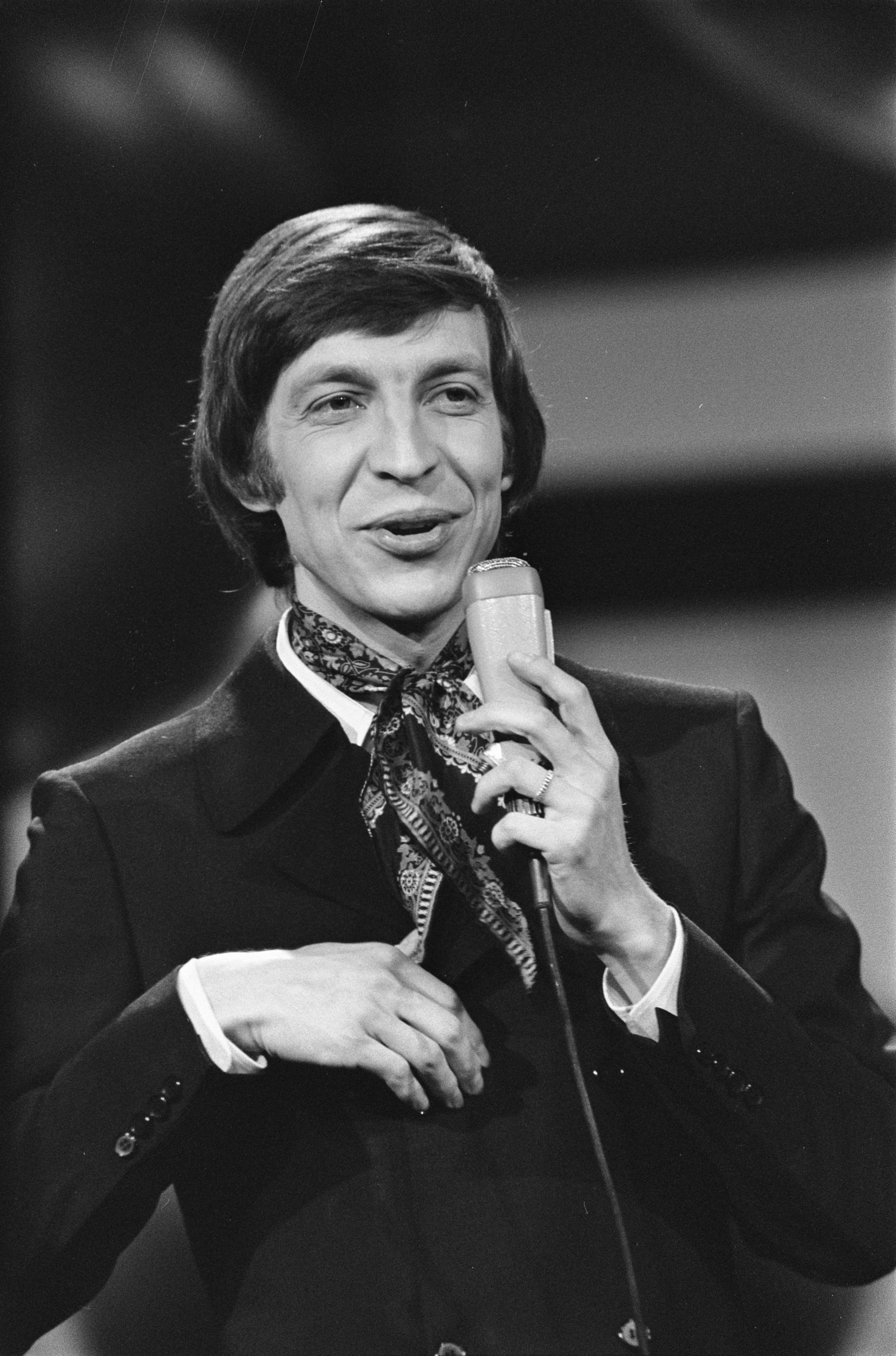
Henri Dès en Eurovision 1970.

Inició su carrera al concluir su servicio militar, interpretando canciones del cuerpo de guardia de París en la calle y algunos cafés.
En 1960 se trasladó a París con la esperanza de convertirse en músico profesional. Durante la década, perfeccionó sus dotes de compositor.
En 1966 publicó "Le Réveille-Matin", su primer sencillo.
En 1969 ganó el Festival Internacional de la Canción de Sopot, con la canción "Maria Consuella".
En 1970, lanzó su primer álbum, "Retour". Dès también fundó su propia discográfica, Disques Mary-Josée, la cual nombró en honor a su esposa.
Representó a Suiza en el Festival de la Canción de Eurovisión 1970 con la canción "Retour", alcanzando el cuarto lugar. Henri consiguió otro cuarto puesto, esta vez en la final nacional suiza para Eurovisión 1976, con la canción 'C'est pour la vie'.
A partir de la década de 1970, comenzó a componer música infantil. En 1977 publicó "Cache-Cache", su primer álbum de música para niños. El álbum obtuvo un gran éxito entre el público infantil, y desde entonces Dès se convirtió en uno de los cantantes para niños más populares del área francófona, logrado incluso llenar de público infantil el Teatro Olimpia en varias ocasiones, así como contar con más de una veintena de escuelas, guarderías o centros infantiles bautizados con su nombre.
Sigue editando periodicamente nuevo material de este tipo, siempre con un buen recibimiento. Ha publicado 25 álbumes infantiles, todos ellos discos de oro.
En otros aspectos, fue uno de los animadores del programa de televisión infantil "Visiteurs du mercredi", y tiene dos hijos.

## Discografía[3]
| Año  | Título                              | Disquera               |
| ---- | ----------------------------------- | ---------------------- |
| 1970 | Retour                              | Disques Evasion        |
| 1974 | Quand on revient d'ailleurs         | Mary-Josée Music       |
| 1977 | Cache-cache                         | Mary-Josée/CBS Records |
| 1978 | Si c'était moi?                     | Disques Mary-Josée     |
| 1979 | La Petite Charlotte                 | Mary-Josée/CBS Records |
| 1980 | Flagada                             | Mary-Josée/Interdisc   |
| 1982 | L'âne blanc                         | Mary-Josée/Interdisc   |
| 1984 | Dessin fou                          | Mary-Josée/CBS Records |
| 1985 | Les Trésors de Notre Enfance Vol. 1 | Mary-Josée/CBS Records |
| 1986 | Le Beau Tambour                     | Mary-Josée/Interdisc   |
| 1988 | La Glace au citron                  | Mary-Josée/Interdisc   |
| 1989 | Olympia 1989                        | Mary-Josée/Interdisc   |
| 1991 | Les Bêtises                         | Mary-Josée/Interdisc   |
| 1993 | Le crocodile                        | Mary-Josée/Interdisc   |
| 1994 | Olympia 94                          | Mary-Josée/Sony Music  |
| 1995 | Far West                            | Mary-Josée/Sony Music  |
| 1996 | Olympia 1996                        | Mary-Josée/Sony Music  |
| 1997 | On ne peut (pas) tout dire          | Mary-Josée/Sony Music  |
| 1998 | Olympia 98                          |                        |
| 1999 | Du soleil                           | Mary-Josée/D.E.P.      |
| 2000 | Olympia 2000                        |                        |
| 2001 | C'est le père Noël                  | Mary-Josée/D.E.P.      |
| 2002 | Comme des géants                    | Mary-Josée/D.E.P.      |
| 2003 | Olympia 2003                        |                        |
| 2005 | Polissongs                          | Mary-Josée/D.E.P.      |
| 2006 | Olympia 2006                        |                        |
| 2007 | Gâteau                              | Mary-Josée/Interdisc   |
| 2008 | L'Hirondelle et le Papillon         | Mary-Josée/Interdisc   |
| 2009 | Olympia 2009                        |                        |
| 2011 | Tout Simplement                     | Mary-Josée/Interdisc   |
| 2012 | Abracadabra                         | Mary-Josée/Interdisc   |
| 2012 | En 25 chansons                      | Mary-Josée/Interdisc   |
| 2014 | 50 ans de chansons                  | Mary-Josée/Interdisc   |

## Premios
- 1982: Grand prix de l’académie du disque[2]
- 1983: Grand prix de l’académie Charles Cros[2]